# Chelysida
Chelysida is een geslacht van kevers uit de familie bladkevers (Chrysomelidae).
De wetenschappelijke naam van het geslacht werd in 1882 gepubliceerd door Léon Marc Herminie Fairmaire.

## Soorten
- Chelysida obtecta Fairmaire, 1882